# FIBA EuroCup 2005-06
El FIBA EuroCup 2005-06 fue la tercera edición de la FIBA EuroCup, el tercer nivel de competiciones europeas de baloncesto, conocida hasta la temporada anterior como FIBA Europe League. El campeón fue el Joventut Badalona español. La final four se disputó en el Palacio de los deportes de Kiev.

## Equipos
| País            | Nº Eq. | Equipos               | Equipos              | Equipos            | Equipos              | Equipos |
| --------------- | ------ | --------------------- | -------------------- | ------------------ | -------------------- | ------- |
| Rusia           | 4      | Dynamo St. Petersburg | BC Khimki            | Lokomotiv Rostov   | Dynamo Moscow Region |         |
| Francia         | 3      | Cholet                | SLUC Nancy           | BCM Gravelines     |                      |         |
| Israel          | 3      | Ironi Nahariya        | Hapoel Tel Aviv      | Hapoel Galil Elyon |                      |         |
| Bélgica         | 2      | Leuven                | Dexia Mons           |                    |                      |         |
| España          | 2      | CB Gran Canaria       | Joventut Badalona    |                    |                      |         |
| Alemania        | 2      | RheinEnergie Köln     | Telekom Baskets Bonn |                    |                      |         |
| Grecia          | 2      | PAOK Thessaloniki     | Maroussi BC          |                    |                      |         |
| Ucrania         | 2      | Azovmash Mariupol     | Kiev                 |                    |                      |         |
| Austria         | 1      | Swans Gmunden         |                      |                    |                      |         |
| Croacia         | 1      | KK Zadar              |                      |                    |                      |         |
| Chipre          | 1      | Proteas EKA AEL       |                      |                    |                      |         |
| República Checa | 1      | CEZ Nymburk           |                      |                    |                      |         |
| Estonia         | 1      | BC Kalev              |                      |                    |                      |         |
| Italia          | 1      | Cantu                 |                      |                    |                      |         |
| Letonia         | 1      | Barons Riga           |                      |                    |                      |         |
| Lituania        | 1      | BC Siauliai           |                      |                    |                      |         |
| Países Bajos    | 1      | MPC Capitals          |                      |                    |                      |         |
| Polonia         | 1      | Slask Wroclaw         |                      |                    |                      |         |
| Rumania         | 1      | CSU Asesoft           |                      |                    |                      |         |
| Turquía         | 1      | Fenerbahce            |                      |                    |                      |         |

## Sistema de competición
La Eurocopa de la FIBA 2005-2006 se organizó del siguiente modo:
- Una primera fase, en la que participaron 32 equipos, que se distribuyeron en ocho grupos de cuatro cada uno. Se jugó en forma de liguilla, de tal modo que todos los participantes encuadrados en un mismo grupo se enfrentaron entre sí en dos ocasiones (ida y vuelta). Los dos primeros clasificados de cada uno avanzaron a la siguiente fase.
- Una segunda fase, de 16 equipos, distribuidos en cuatro grupos de cuatro. El sistema de competición fue el mismo de la fase anterior y también se clasificaron los dos primeros.
- Un play off (eliminatoria directa entre dos equipos) de cuartos de final al mejor de tres partidos.
- Una final entre cuatro, o final four. Se disputaron dos semifinales a partido único, cuyos vencedores se encontraron en la final. El vencedor de este último partido se alzó con el título de campeón de la competición.

## Competición

### Fase de grupos

#### Grupo A
|    | Equipo                  | PJ | G | P | PF  | PC  | Dif |
| -- | ----------------------- | -- | - | - | --- | --- | --- |
| 1. | Dynamo Saint Petersburg | 6  | 6 | 0 | 466 | 392 | +74 |
| 2. | Azovmash Mariupol       | 6  | 3 | 3 | 480 | 450 | +30 |
| 3. | Cholet                  | 6  | 2 | 4 | 411 | 469 | -58 |
| 4. | CSU Asesoft             | 6  | 1 | 5 | 399 | 445 | -46 |

#### Grupo B
|    | Equipo            | PJ | G | P | PF  | PC  | Dif |
| -- | ----------------- | -- | - | - | --- | --- | --- |
| 1. | RheinEnergie Köln | 6  | 4 | 2 | 439 | 402 | +37 |
| 2. | KK Zadar          | 6  | 3 | 3 | 430 | 428 | +2  |
| 3. | CB Gran Canaria   | 6  | 3 | 3 | 460 | 449 | +11 |
| 4. | Leuven Bears      | 6  | 2 | 4 | 427 | 477 | -50 |

#### Grupo C
|    | Equipo      | PJ | G | P | PF  | PC  | Dif |
| -- | ----------- | -- | - | - | --- | --- | --- |
| 1. | Dexia Mons  | 6  | 4 | 2 | 512 | 502 | +10 |
| 2. | Cantu       | 6  | 3 | 3 | 480 | 452 | +28 |
| 3. | BC Siauliai | 6  | 3 | 3 | 470 | 511 | -41 |
| 4. | SLUC Nancy  | 6  | 2 | 4 | 512 | 509 | +3  |

#### Grupo D
|    | Equipo         | PJ | G | P | PF  | PC  | Dif |
| -- | -------------- | -- | - | - | --- | --- | --- |
| 1. | BC Khimki      | 6  | 5 | 1 | 548 | 491 | +57 |
| 2. | CEZ Nymburk    | 6  | 4 | 2 | 504 | 501 | +3  |
| 3. | Ironi Nahariya | 6  | 3 | 3 | 491 | 482 | +9  |
| 4. | Swans Gmunden  | 6  | 0 | 6 | 451 | 520 | -69 |

#### Grupo E
|    | Equipo            | PJ | G | P | PF  | PC  | Dif |
| -- | ----------------- | -- | - | - | --- | --- | --- |
| 1. | Fenerbahce        | 6  | 5 | 1 | 528 | 478 | +50 |
| 2. | Proteas EKA AEL   | 6  | 5 | 1 | 460 | 422 | +38 |
| 3. | BC Kalev Tallinn  | 6  | 1 | 5 | 450 | 460 | -10 |
| 4. | PAOK Thessaloniki | 6  | 1 | 5 | 466 | 544 | -78 |

#### Grupo F
|    | Equipo          | PJ | G | P | PF  | PC  | Dif |
| -- | --------------- | -- | - | - | --- | --- | --- |
| 1. | Maroussi BC     | 6  | 4 | 2 | 439 | 397 | +42 |
| 2. | Slask Wroclaw   | 6  | 4 | 2 | 440 | 443 | -3  |
| 3. | MPC Capitals    | 6  | 2 | 4 | 408 | 429 | -21 |
| 4. | Hapoel Tel Aviv | 6  | 2 | 4 | 408 | 426 | -18 |

#### Grupo G
|    | Equipo               | PJ | G | P | PF  | PC  | Dif |
| -- | -------------------- | -- | - | - | --- | --- | --- |
| 1. | Lokomotiv Rostov     | 6  | 5 | 1 | 470 | 443 | +27 |
| 2. | BC Kiev              | 6  | 5 | 1 | 476 | 409 | +67 |
| 3. | Barons Riga          | 6  | 1 | 5 | 455 | 489 | -34 |
| 4. | Telekom Baskets Bonn | 6  | 1 | 5 | 404 | 464 | -60 |

#### Grupo H
|    | Equipo               | PJ | G | P | PF  | PC  | Dif |
| -- | -------------------- | -- | - | - | --- | --- | --- |
| 1. | Joventut Badalona    | 6  | 5 | 1 | 521 | 474 | +47 |
| 2. | Dynamo Moscow Region | 6  | 4 | 2 | 561 | 508 | +53 |
| 3. | Hapoel Galil Elyon   | 6  | 2 | 4 | 529 | 556 | -27 |
| 4. | BCM Gravelines       | 6  | 1 | 5 | 436 | 509 | -73 |

### Segunda fase

#### Grupo I
|    | Equipo                  | PJ | G | P | PF  | PC  | Dif |
| -- | ----------------------- | -- | - | - | --- | --- | --- |
| 1. | BC Kiev                 | 6  | 4 | 2 | 490 | 454 | +36 |
| 2. | Dynamo Saint Petersburg | 6  | 3 | 3 | 439 | 438 | +1  |
| 3. | Fenerbahce              | 6  | 3 | 3 | 474 | 483 | -9  |
| 4. | CEZ Nymburk             | 6  | 2 | 4 | 477 | 505 | -28 |

#### Grupo J
|    | Equipo               | PJ | G | P | PF  | PC  | Dif |
| -- | -------------------- | -- | - | - | --- | --- | --- |
| 1. | Maroussi BC          | 6  | 5 | 1 | 393 | 387 | +6  |
| 2. | RheinEnergie Köln    | 6  | 4 | 2 | 458 | 426 | +32 |
| 3. | Cantu                | 6  | 2 | 4 | 457 | 475 | -18 |
| 4. | Dynamo Moscow Region | 6  | 1 | 5 | 447 | 467 | -20 |

#### Grupo K
|    | Equipo           | PJ | G | P | PF  | PC  | Dif |
| -- | ---------------- | -- | - | - | --- | --- | --- |
| 1. | Lokomotiv Rostov | 6  | 4 | 2 | 462 | 431 | +31 |
| 2. | Dexia Mons       | 6  | 4 | 2 | 483 | 456 | +27 |
| 3. | KK Zadar         | 6  | 2 | 4 | 487 | 464 | +23 |
| 4. | Slask Wroclaw    | 6  | 2 | 4 | 411 | 492 | -81 |

#### Grupo L
|    | Equipo            | PJ | G | P | PF  | PC  | Dif |
| -- | ----------------- | -- | - | - | --- | --- | --- |
| 1. | BC Khimki         | 6  | 4 | 2 | 487 | 447 | +40 |
| 2. | Joventut Badalona | 6  | 4 | 2 | 527 | 483 | +44 |
| 3. | Azovmash Mariupol | 6  | 4 | 2 | 452 | 443 | +9  |
| 4. | Proteas EKA AEL   | 6  | 0 | 6 | 486 | 579 | -93 |

### Cuartos de final
| Equipo 1         | Resultado | Equipo 2                | Partido 1 | Partido 2 | Partido 3 |
| ---------------- | --------- | ----------------------- | --------- | --------- | --------- |
| BC Kiev          | 2 – 1     | RheinEnergie Köln       | 87 – 85   | 62 – 69   | 71 – 64   |
| Lokomotiv Rostov | 0 – 2     | Joventut Badalona       | 54 – 88   | 57 – 86   |           |
| BC Khimki        | 2 – 1     | Dexia Mons              | 91 – 75   | 73 – 79   | 94 – 78   |
| Maroussi BC      | 0 – 2     | Dynamo Saint Petersburg | 53 – 64   | 59 – 71   |           |

### Final Four
|  | Semifinales                                 | Semifinales                                 |                   |           | Final                                       | Final                                       |  |
|  | 7 de abril, Palacio de los deportes de Kiev | 7 de abril, Palacio de los deportes de Kiev |                   |           | 9 de abril, Palacio de los deportes de Kiev | 9 de abril, Palacio de los deportes de Kiev |  |
|  |                                             |                                             |                   |           |                                             |                                             |  |
|  |                                             |                                             |                   |           |                                             |                                             |  |
|  | BC Khimki                                   | 63                                          |                   |           |                                             |                                             |  |
|  | BC Khimki                                   | 63                                          |                   |           |                                             |                                             |  |
|  | Dynamo St. Petersburg                       | 61                                          |                   |           |                                             |                                             |  |
|  | Dynamo St. Petersburg                       | 61                                          |                   | BC Khimki | 63                                          |                                             |  |
|  |                                             |                                             |                   | BC Khimki | 63                                          |                                             |  |
|  |                                             |                                             | Joventut Badalona | 88        |                                             |                                             |  |
|  | BC Kiev                                     | 78                                          | Joventut Badalona | 88        |                                             |                                             |  |
|  | BC Kiev                                     | 78                                          |                   |           |                                             |                                             |  |
|  | Joventut Badalona                           | 88                                          |                   |           | 3er y 4º puesto                             | 3er y 4º puesto                             |  |
|  | Joventut Badalona                           | 88                                          |                   |           | 3er y 4º puesto                             | 3er y 4º puesto                             |  |
|  |                                             |                                             |                   |           |                                             |                                             |  |
|  |                                             |                                             |                   |           | Dynamo St. Petersburg                       | 81                                          |  |
|  |                                             |                                             |                   |           | Dynamo St. Petersburg                       | 81                                          |  |
|  |                                             |                                             |                   |           | BC Kiev                                     | 83                                          |  |
|  |                                             |                                             |                   |           | BC Kiev                                     | 83                                          |  |
|  |                                             |                                             |                   |           |                                             |                                             |  |

El Palacio de Deportes de Kiev acogió la final entre cuatro de la Eurocopa de la FIBA entre el 7 y el 9 de abril de 2006, en la que participaron los anfitriones del B.C. Kiev, los rusos del Khimki Sobinbank y el B.C. Dinamo de San Petersburgo (vigente campeón) y los catalanes del DKV Joventut. Los árbitros Luigi Lamonica (Italia), Kostas Koromilas (Grecia) y Mehmet Keseratar (Turquía) fueron los jueces del partido final, que fue presenciado por unos 1.500 espectadores.
En la lucha por el tercer puesto, el Kiev derrotó a los de San Petersburgo por 83 a 81. En las semifinales, el Khimki había vencido al Dinamo por 63 a 61 y el Joventut a los ucranios por 88 a 78.
El DKV Joventut se proclamó campeón de la cuarta edición de la Eurocopa de la FIBA al derrotar por 88 a 63 al Khimki Sobinbank en Kiev el 9 de abril de 2006. Los badaloneses, que empezaron el encuentro a remolque del conjunto ruso durante los primeros seis minutos, acabaron venciendo con autoridad gracias a su característico defensivo estilo de juego, unido a un ataque fluido, rápido en el contraataque, acertado en el tiro exterior (15 triples) y lleno de recursos en general. El checo Luboš Bartoň, con 18 puntos, fue el máximo anotador verdinegro en el partido por el título y Rudy Fernández logró el galardón de mejor jugador de la fase final del torneo.
El Joventut conquistó su cuarto título europeo y volvió a saborear la gloria continental 12 años después de su último éxito; la conquista de la Liga Europea en la final entre cuatro de Tel Aviv 1994. La victoria en la Eurocopa de la temporada 2005-2006 fue el colofón deportivo a los actos de celebración del 75 aniversario del club badalonés, presidido entonces por el carismático exjugador Jordi Villacampa.
El balance en la competición del equipo de Aíto García Reneses fue de 13 victorias en 16 partidos. Las tres derrotas se produjeron fuera del Pabellón Olímpico de Badalona y contra conjuntos de la desaparecida Unión Soviética. En la primera fase, perdió contra el B.C. Dinamo de la Región de Moscú y, en la segunda, contra el Khimki y el Azovmash Mariupol. Los catalanes estuvieron cerca de no clasificarse para los cuartos de final (ronda en la que superaron con facilidad al B.C. Lokomotiv de Rostov), pero finalmente fueron segundos de grupo al empatar a victorias con el Khimki, primero, y el Azovmash, tercero. Los verdinegros se tomaron la revancha en la final.
La plantilla del Joventut campeón estuvo integrada por Marcelo Huertas, Rudy Fernández, Elmer Bennett, Paco Vázquez, Robert Archibald, Luboš Bartoň, Jesse Young, Andrew Betts, Álex Mumbrú, Dimitri Flis, Pau Ribas, Henk Norel, Aloysius Anagonye y Ricky Rubio. Andre Turner también formó parte de la plantilla verdinegra que participó en la Eurocopa, fue durante el mes de noviembre de 2005 y disputó tres partidos.